# Bouzonville
Bouzonville – miejscowość i gmina we Francji, w departamencie Mozela, w regionie Grand Est, nad rzeką Nied. Według danych na rok 209 gminę zamieszkiwały 4154 osoby.